# Пуща (Могилёвский район)
Пу́ща (бел. Пушча) — деревня в составе Семукачского сельсовета Могилёвского района Могилёвской области Республики Беларусь.

## Население
- 1999 год — 17 человек
- 2010 год — 6 человек